# Агос-Видалос
Аго́с-Видало́с (фр. Agos-Vidalos, окс. Agòs e Vidalòs) — коммуна во Франции, находится в регионе Юг — Пиренеи. Департамент — Верхние Пиренеи. Входит в состав кантона Аржелес-Газост. Округ коммуны — Аржелес-Газост.
Код INSEE коммуны — 65004.

## География
Коммуна расположена приблизительно в 680 км к югу от Парижа, в 140 км юго-западнее Тулузы, в 25 км к юго-западу от Тарба.
По территории коммуны протекает река Гав-де-По.

## Климат
Климат умеренно-океанический с солнечной тёплой погодой и обильными осадками на протяжении практически всего года.

## Население
Население коммуны на 2010 год составляло 388 человек.
| 1962 | 1968 | 1975 | 1982 | 1990 | 1999 | 2010 |
| ---- | ---- | ---- | ---- | ---- | ---- | ---- |
| 256  | 265  | 285  | 272  | 270  | 290  | 388  |

## Администрация
| Период | Период | Фамилия         | Партия | Примечания |
| ------ | ------ | --------------- | ------ | ---------- |
| 2001   | 2014   | Жан-Луи Жербо   |        |            |
| 2014   | 2020   | Жан-Марк Аббади |        |            |

## Экономика
В 2010 году среди 227 человек трудоспособного возраста (15-64 лет) 176 были экономически активными, 51 — неактивными (показатель активности — 77,5 %, в 1999 году было 66,8 %). Из 176 активных жителей работали 168 человек (93 мужчины и 75 женщин), безработных было 8 (3 мужчин и 5 женщин). Среди 51 неактивных 15 человек были учениками или студентами, 17 — пенсионерами, 19 были неактивными по другим причинам.

## Достопримечательности
- Башня замка Видалос (XII век)

## Фотогалерея

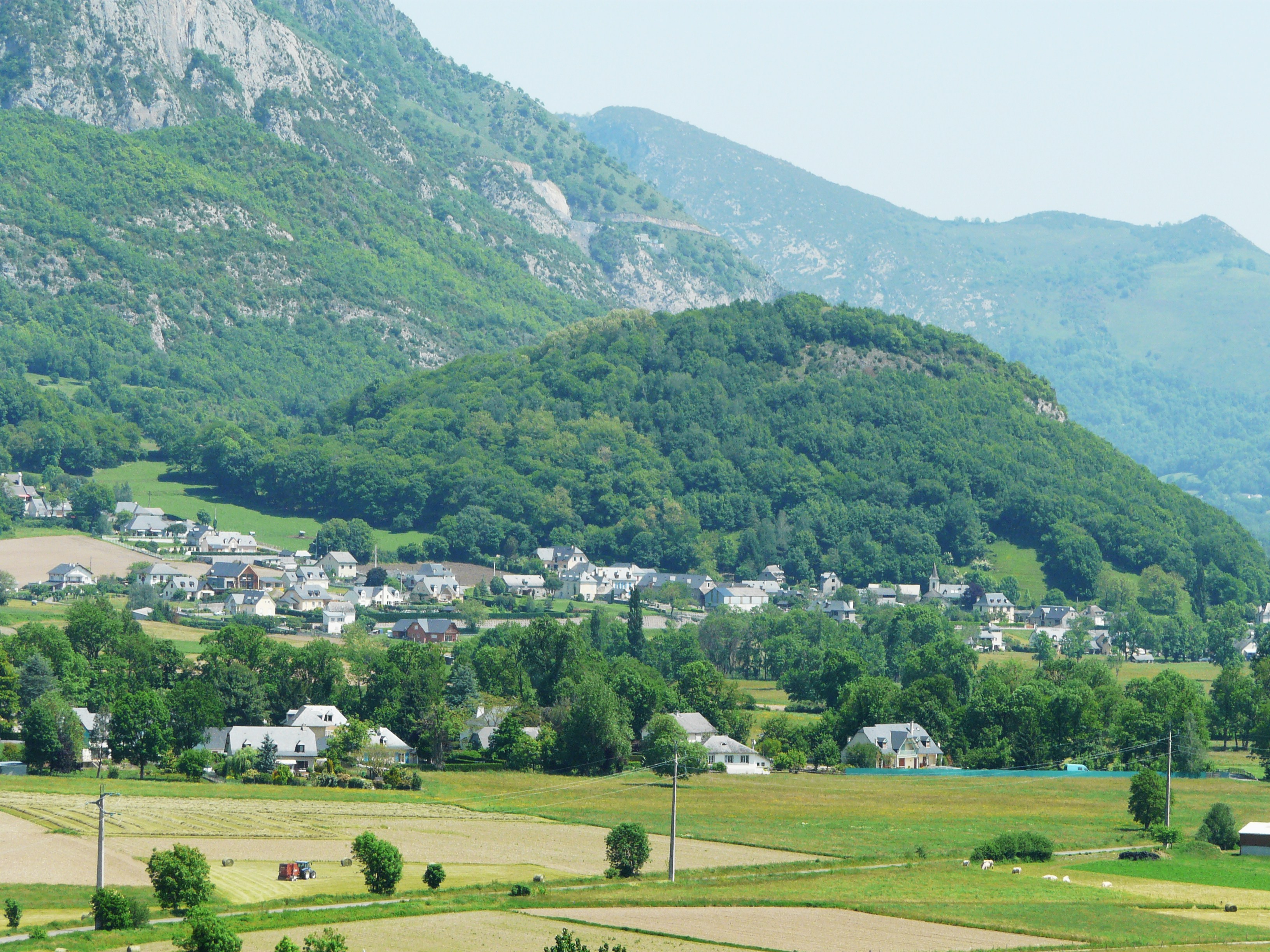
Агос-Видалос
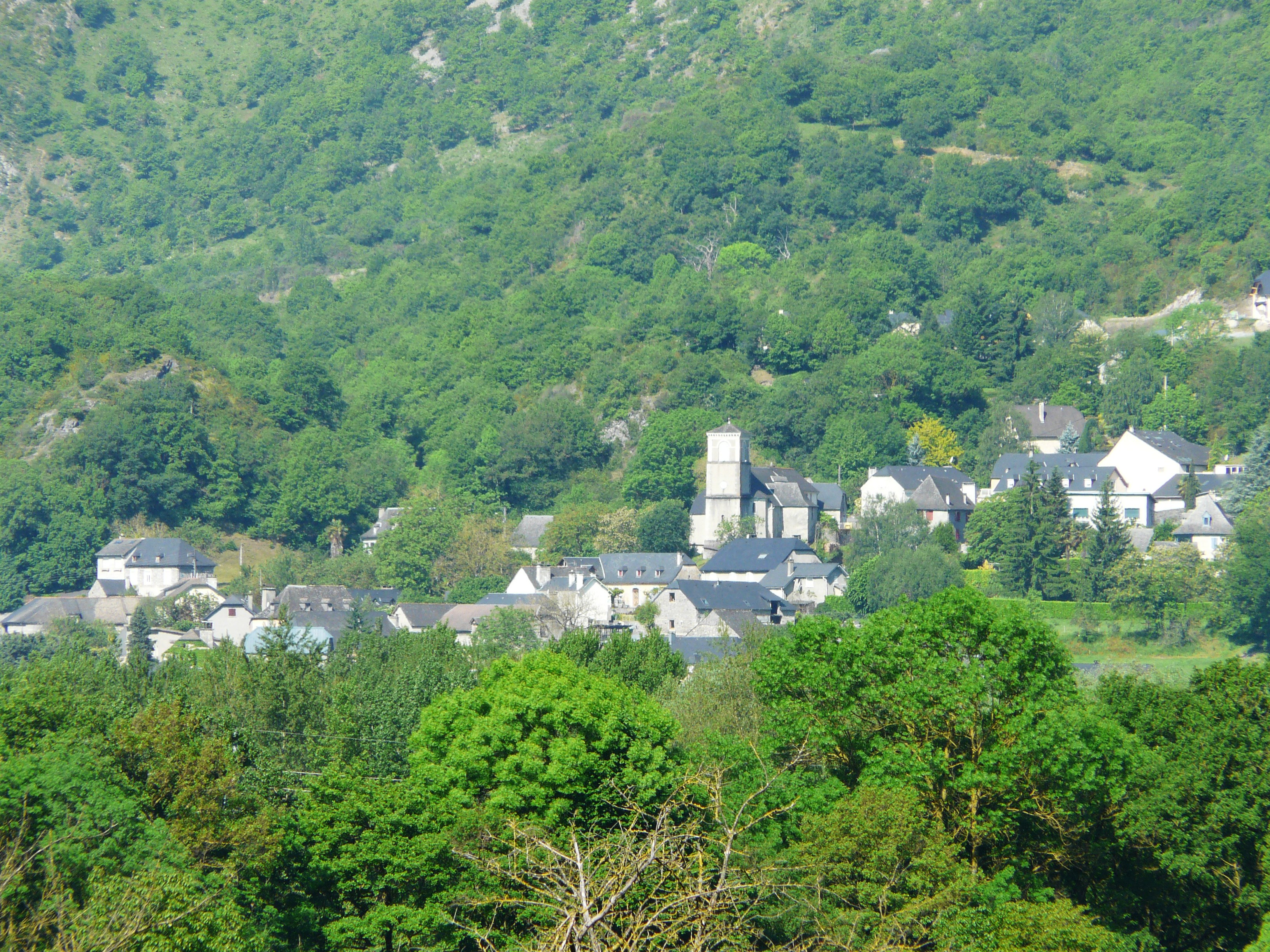
Агос-Видалос
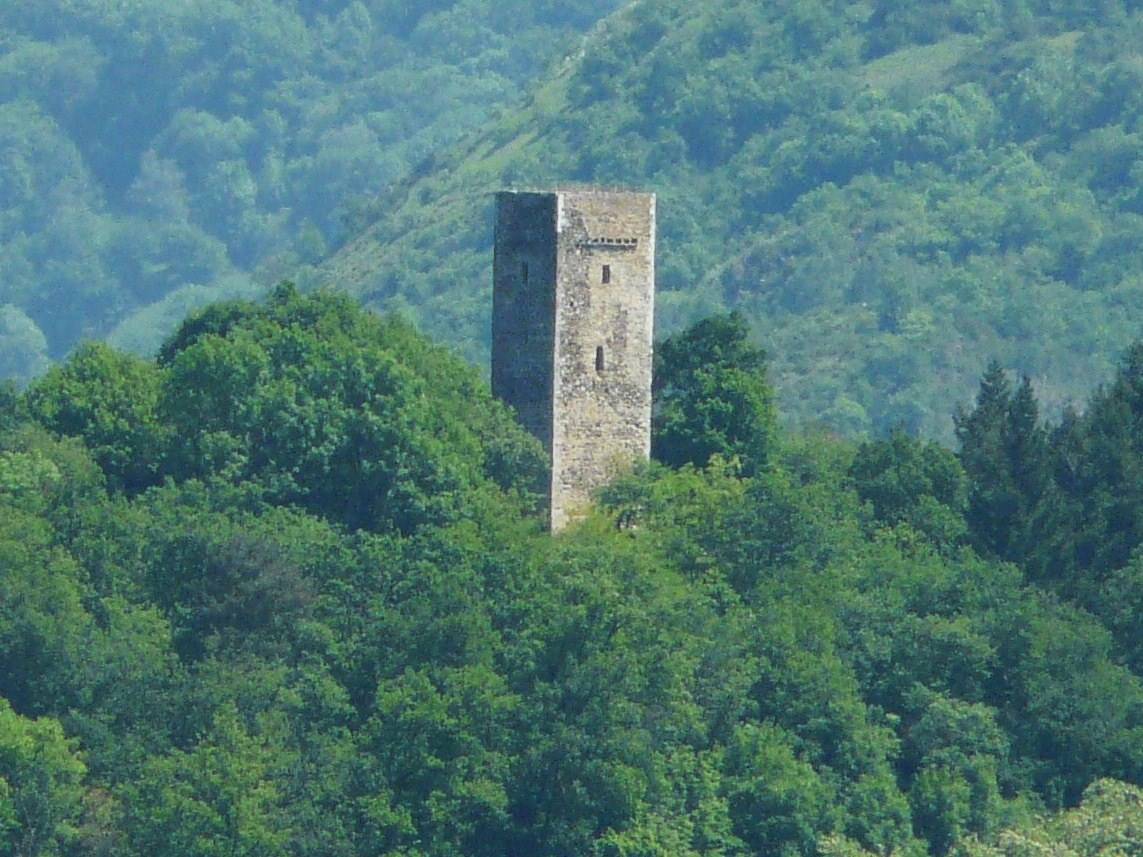
Башня
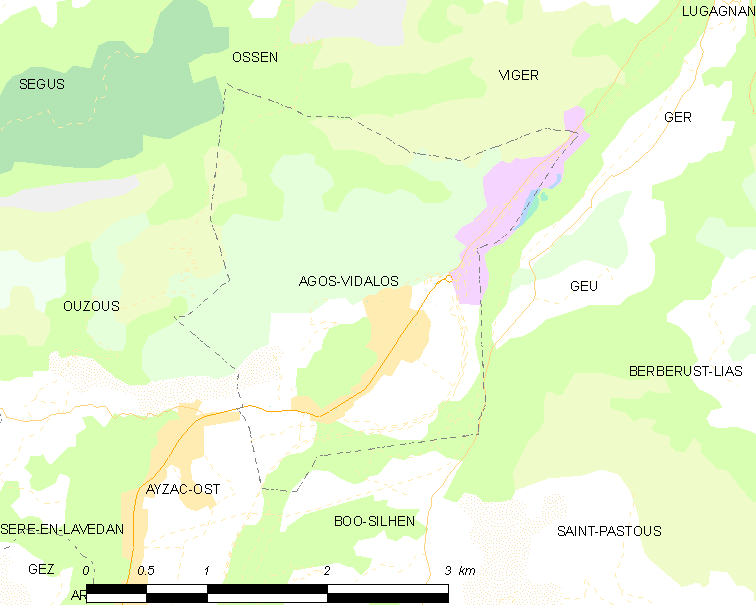
Карта коммуны